# Radostovice (Lično)
Radostovice (německy Radostowitz) je malá vesnice, část obce Lično v okrese Rychnov nad Kněžnou. Nachází se asi 2 km na severozápad od Lična. V roce 2009 zde bylo evidováno 27 adres. V roce 2001 zde trvale žilo 31 obyvatel.
Radostovice leží v katastrálním území Radostovice u Lična o rozloze 1,07 km2.

## Galerie

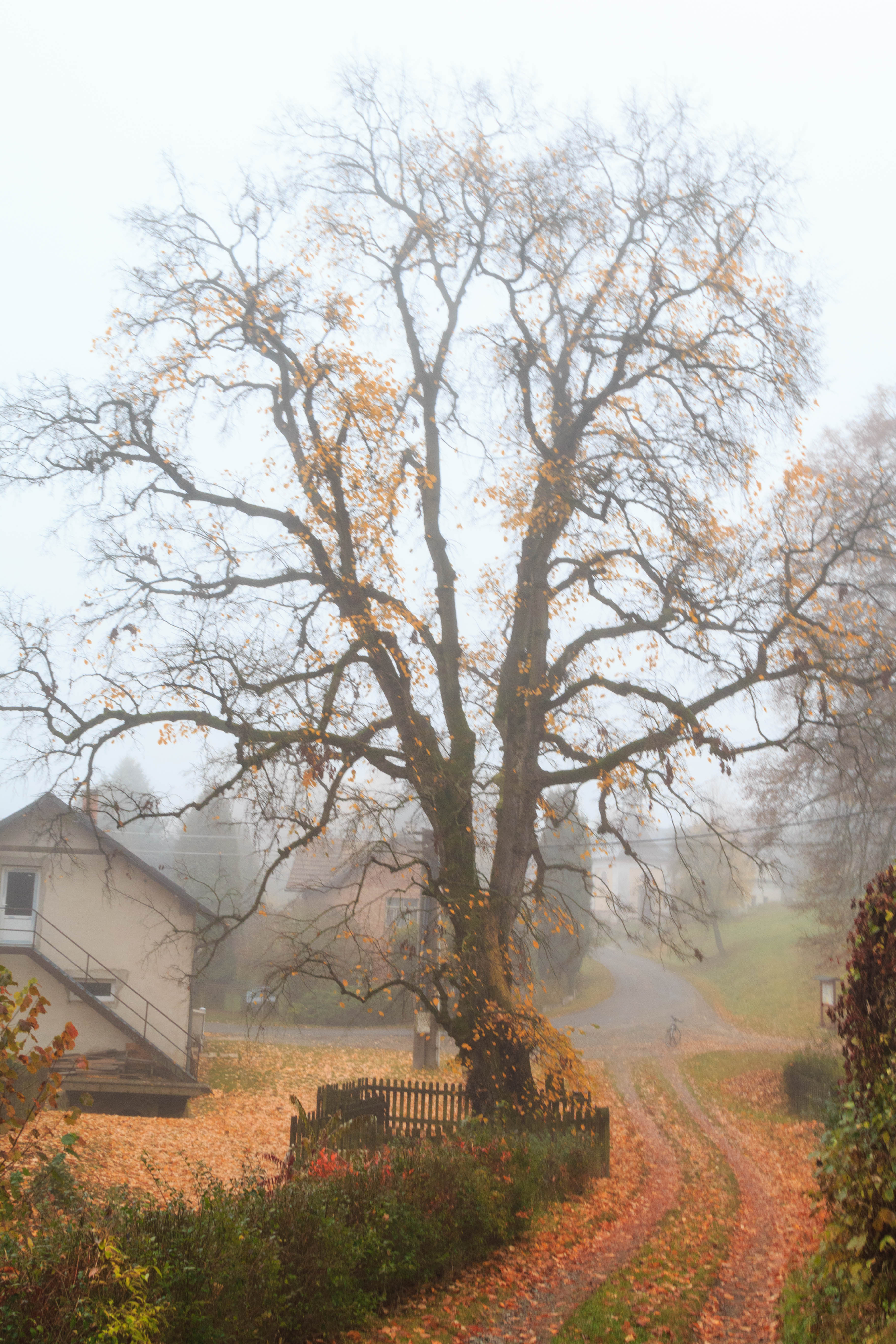
Památný jilm vaz v Radostovicích
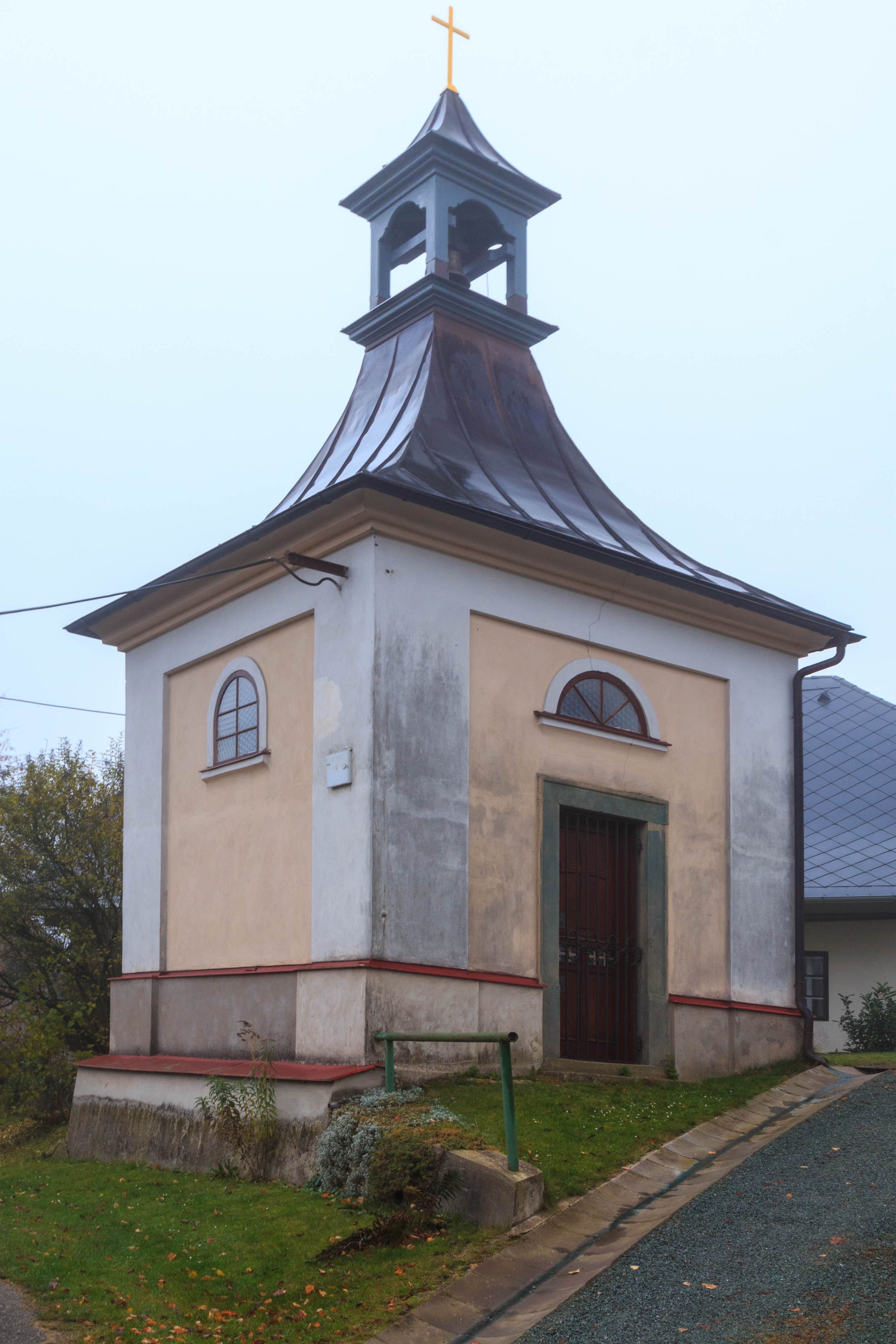
Radostovice u Lična – kaple
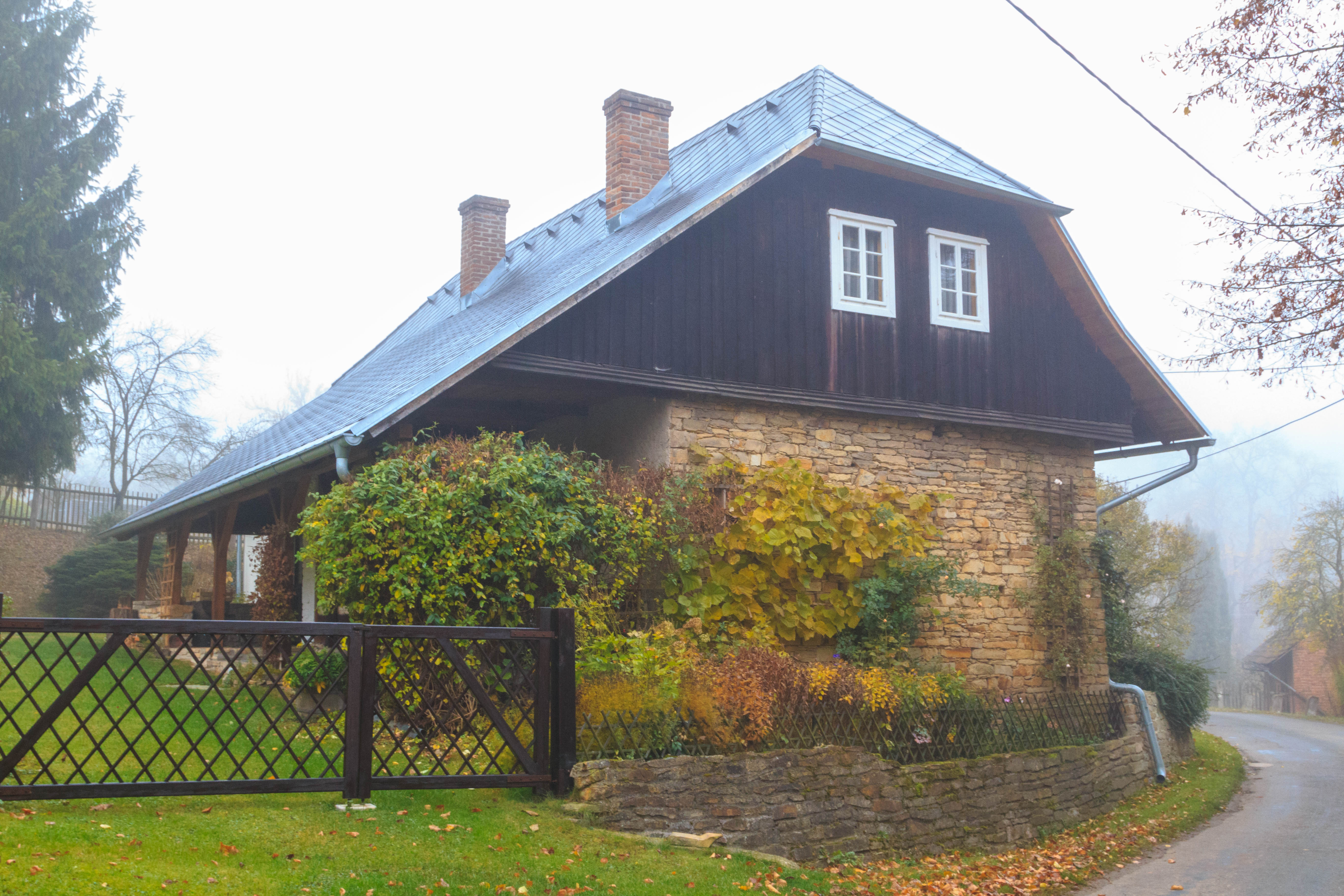
Radostovice u Lična – čp. 26
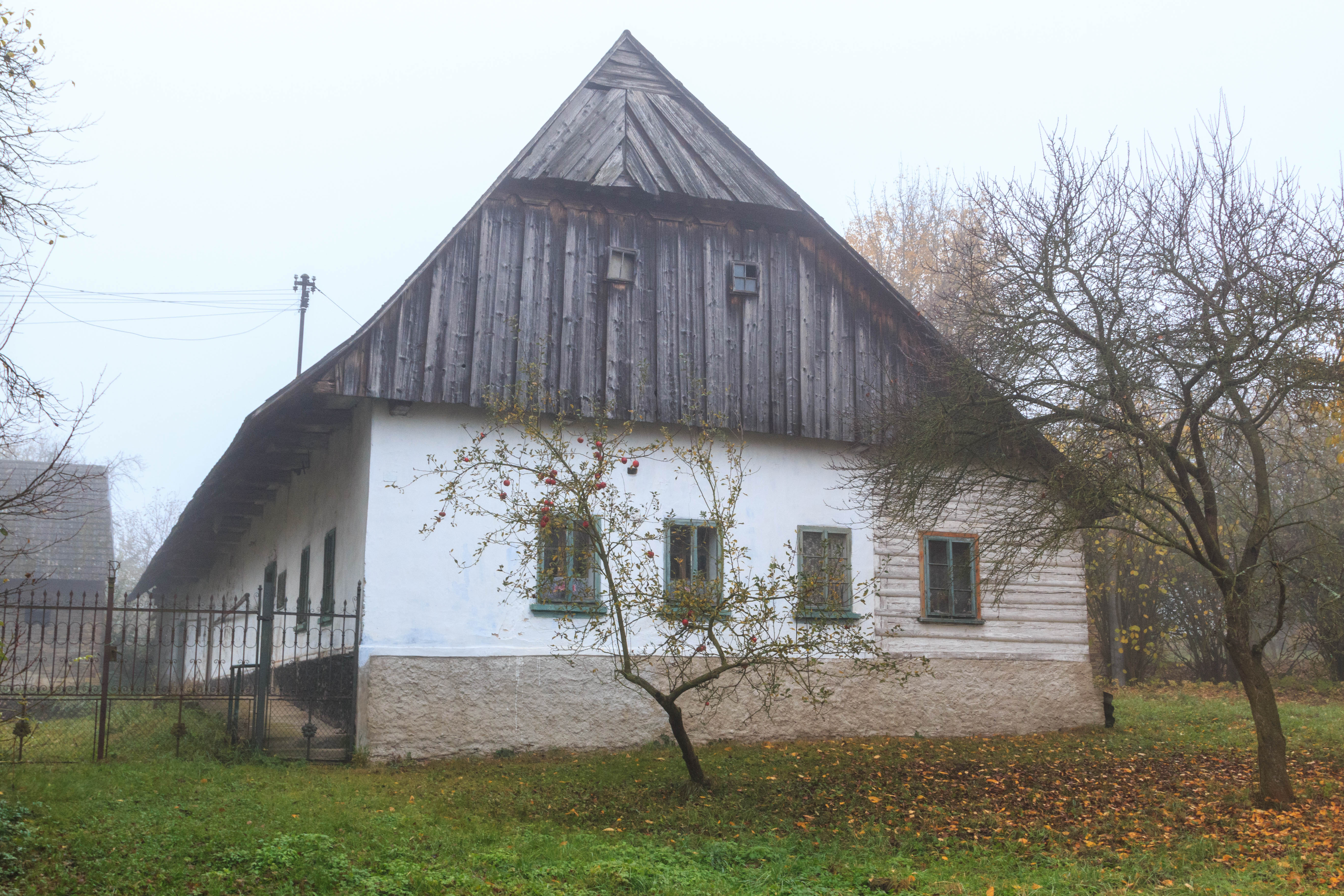
Radostovice u Lična – č. 2